# Huang Haiqiang
Huang Haiqiang, où Huang/黃 est le nom de famille, né le 8 février 1988 dans le Zhejiang, est un spécialiste du saut en hauteur chinois. Il mesure 1,84 m pour 65 kg. Il détient, avec 2,32 m, réalisé une première fois en 2006 quand il était junior, une des meilleures mesures de sa spécialité.
1er aux Championnats du monde junior d'athlétisme en 2006 à Pékin avec son record.

## Progression
- 2004 : 2,21 m à Pékin (17 juillet 2004)
- 2005 : 2,27 m à Marrakech	(16 juillet 2005)
- 2006 : 2,32 m à Pékin (17 août 2006)

## Meilleurs classements
- 4e Championnats du monde junior d'athlétisme : 1er avec 2,27 (Marrakech, 16 juillet 2005)
- Championnats du monde d'athlétisme jeunesse 2005 : 1er en 2,27 m
- 11e Championnats du monde junior d'athlétisme : 1er avec 2,32 m (Pékin, 17 août 2006)
- 2e Championnat d'Asie d'athlétisme indoor : 3e avec 2,13 m (Pattaya, 2006)